# Явора
Явора е женско име от славянски произход. Женска форма е на Явор. Имен ден е Цветница. Произлиза от дърво със същото име.